# Arachnis (papillon)
Pour l’article ayant un titre homophone, voir Arachnis.
Genre
Arachnis est un genre de lépidoptères (papillons) américains de la famille des Erebidae et de la sous-famille des Arctiinae.

## Liste des espèces
Selon FUNET Tree of Life (2 novembre 2020) :
- Arachnis nedyma Franclemont, 1966
- Arachnis picta Packard, 1864
- Arachnis citra Neumoegen & Dyar, 1893
- Arachnis mishma Druce, 1897
- Arachnis aulaea Geyer, 1837
- Arachnis martina Druce, 1897
- Arachnis dilecta (Boisduval, 1870)
- Arachnis zuni Neumoegen, 1890
- Arachnis bituminosa Seitz, 1919